# Pennard

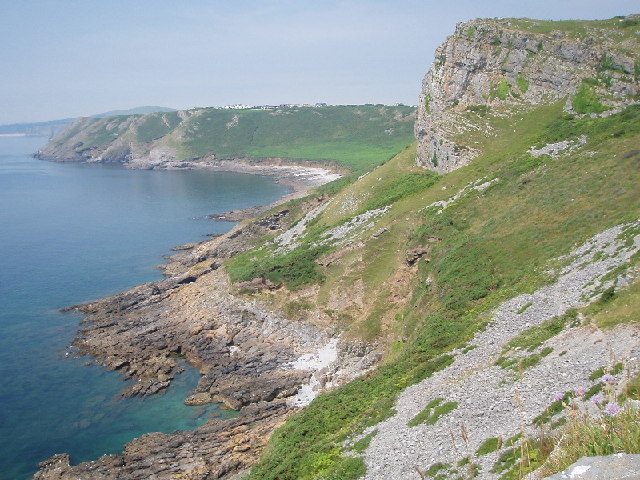
Steilküste der Pennard Cliffs

Pennard ist ein kleines Dorf im Südosten der walisischen Halbinsel Gower in Großbritannien. Das Dorf gehört zur Principal Area City and County of Swansea, wobei er gut 12 km östlich der namensgebenden Großstadt Swansea liegt. Westlich des alten Dorfes erstreckt sich die moderne Siedlung Southgate.

## Sehenswürdigkeiten
- Die aus dem 16. Jahrhundert stammende Kirche St Mary steht auf freiem Feld östlich des Dorfes. Eine Gedenktafel in der Kirche erinnert an den in der Kirche begrabenen walisischen Dichter Vernon Phillips Watkins, auf dem Kirchhof liegt der anglo-walisische Dichter Harri Webb (1920–1994) begraben.
- Westlich von Southgate liegt der Pennard Golf Club, der 18-Loch-Golfplatz wurde 1908 von James Braid entworfen[1] und zählt zu den schönsten Golfplätzen Großbritanniens.[2][3]
- Am westlichen Rand des Golfplatzes liegt auf einer Anhöhe die aus dem 12. Jahrhundert stammende Burgruine Pennard Castle mit den versandeten Überresten einer mittelalterlichen Kirche sowie die spärlichen Überreste des High Pennard Camp, eines eisenzeitlichen Hillforts.
- Westlich der Burgruine fällt das Gelände steil zum bewaldeten Tal des Pennard Pill ab, in dem der gleichnamige Bach durch Wiesen, Sanddünen und Kalksteinfelsen zu seiner Mündung in der Three Cliffs Bay fließt. Über den Bach führen die Stepping Stones, eine Reihe von bei Niedrigwasser passierbaren Trittsteinen.
- Südlich von Pennard liegt die Steilküste der Pennard Cliffs mit der dem National Trust gehörenden Pwll Du Bay.[4]